# Pál Ficsku
Pál Ficsku (22. ledna 1967, Debrecín – 15. března 2024, Budapešť), vlastním jménem Csaba Gyulai, byl maďarský spisovatel, vydavatel a novinář.
V češtině vyšla jediná jeho kniha, román Továrna na děti (2011, Kniha Zlín).

## Dílo
- A videó disznók esete és más történetek (Případ videočuňáků, 1995)
- Élni három nővel (Žít se třemi ženami, 1997)
- Matatás a végeken (Šátrání na koncích, 1999)
- Szakbarbárok (2001)
- Gyerekgyár (Továrna na děti, 2006)